# Kicking and Screaming (film, 1995)
Pour les articles homonymes, voir Kicking and Screaming.
Kicking and Screaming est un film américain réalisé par Noah Baumbach sorti en salles le 6 octobre 1995.

## Fiche technique
- Réalisation : Noah Baumbach
- Scénario : Noah Baumbach et Oliver Berkman
- Genre : Comédie dramatique
- Pays :  États-Unis
- Date de sortie en salles : 6 octobre 1995

## Distribution
- Josh Hamilton : Grover
- Olivia d'Abo :  Jane
- Carlos Jacott: Otis
- Chris Eigeman :  Max
- Eric Stoltz : Chet
- Jason Wiles :  Skippy
- Parker Posey : Miami
- Perrey Reeves : Amy
- Elliott Gould : le père de Grover
- Marissa Ribisi :  Charlotte
- Dean Cameron : Zach
- Kaela Dobkin :  Audra
- Cara Buono :  Kate
- Noah Baumbach : Danny

## Autour du film
- Premier long-métrage du réalisateur Noah Baumbach, connu pour son film Les Berkman se séparent, sorti dix ans plus tard.
- Deux acteurs de la série New York 911, Jason Wiles (Bosco) et Cara Buono (Grace) sont dans le générique du film.